# 질 윤활제

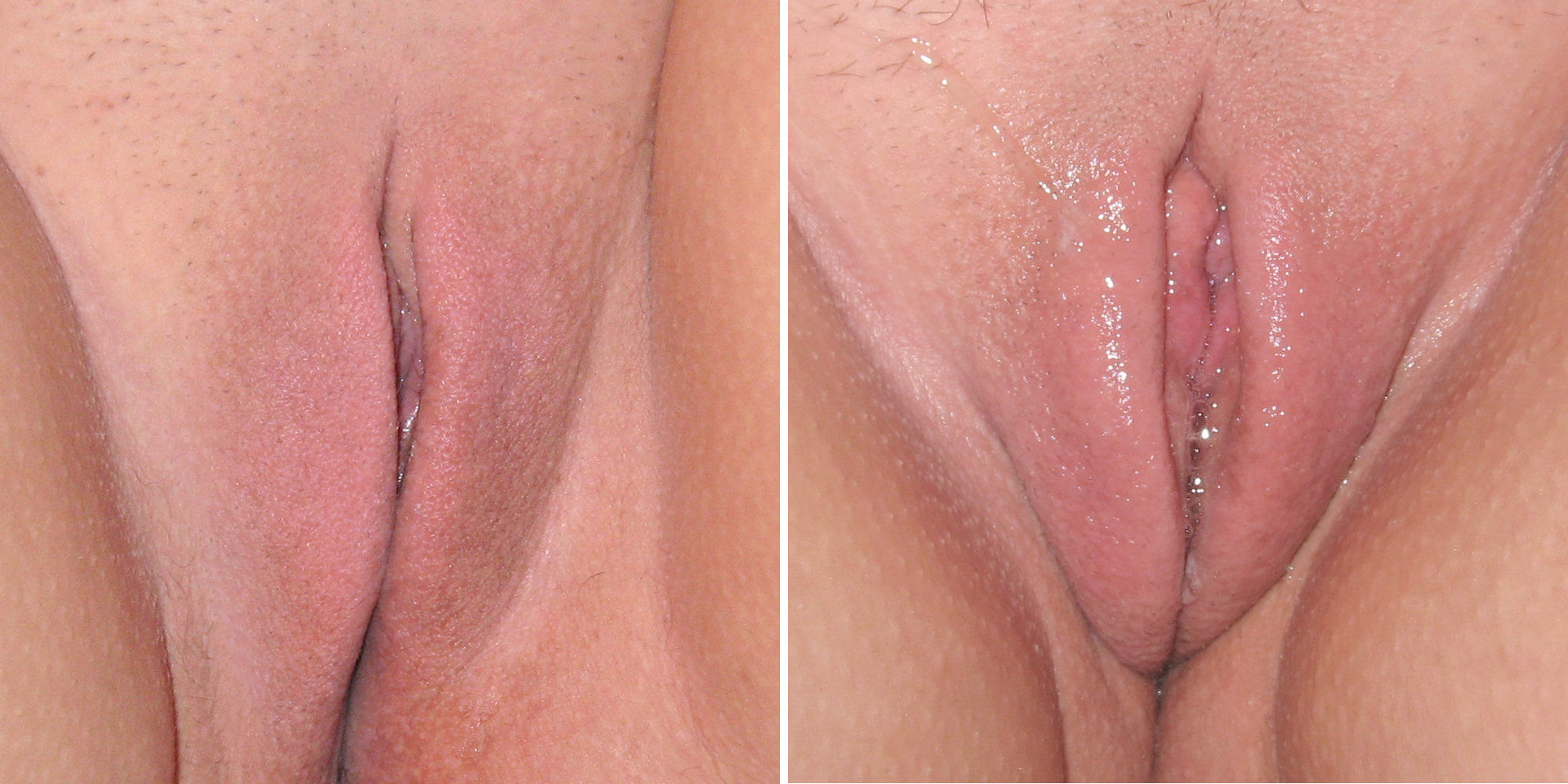
왼쪽: 각성되지 않은 면도한 음문.
오른쪽: 성적 각성 후에 질 윤활액이 가끔 눈에 띄게 된다.

질 윤활제(vaginal lubrication)는 질을 윤활하는 데 자연적으로 생성되는 액체이다.
애액(愛液)이라고 부르기도 한다.

## 갤러리

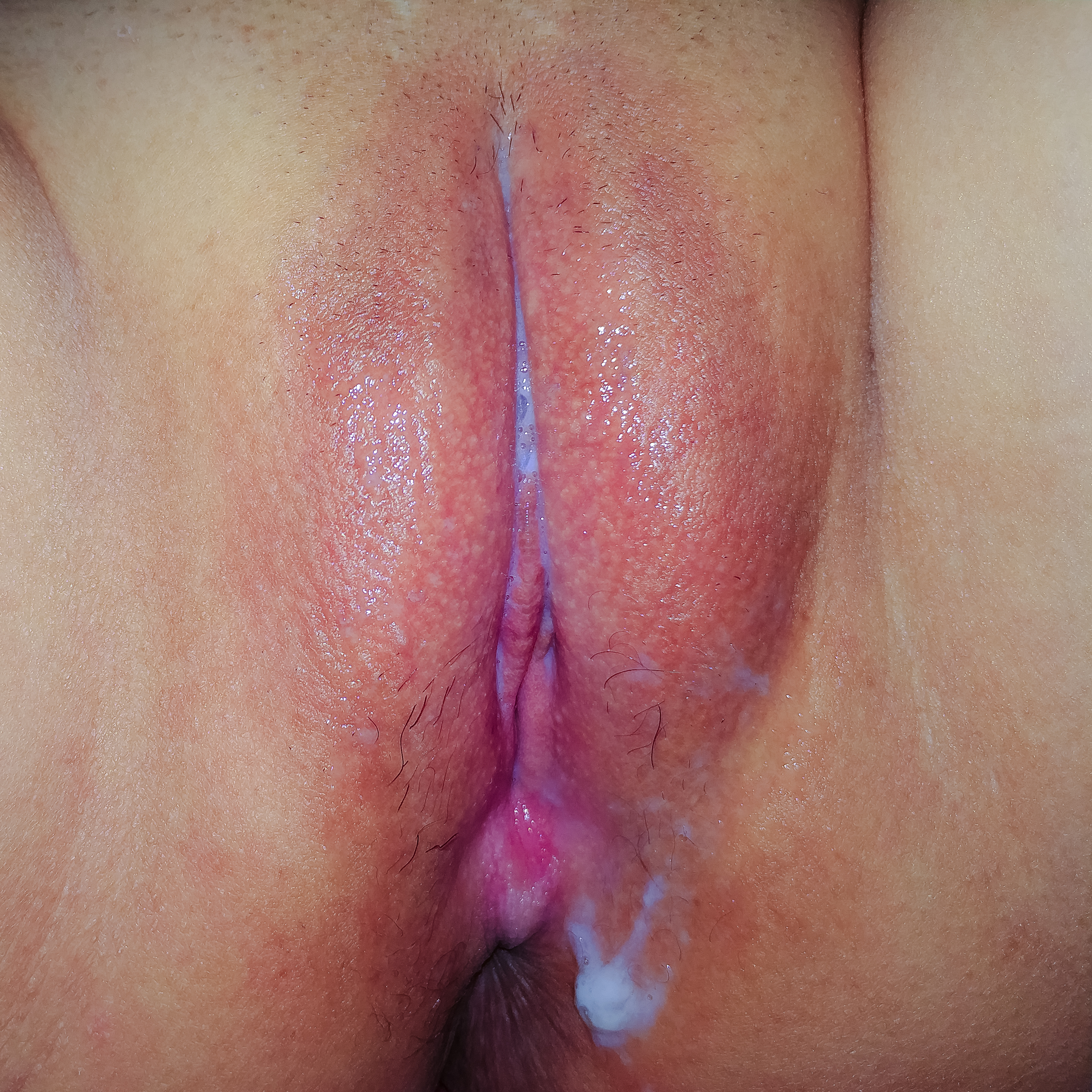

## 같이 보기
- 질 분비물
- 러브젤
- 여성 사정